# Whitewater, Kalifornien
Whitewater (tidigare White Water) är en så kallad census-designated place i Riverside County i Kalifornien. Vid 2010 års folkräkning hade Whitewater 859 invånare.